# ELLE atTV
ELLE atTV(엘르엣TV, 앨르앳 티브이)는 대한민국의 엘르티브이코리아가 운영한 유료방송 채널이다. 2009년에 개국하였으나, 누적된 재정난을 겪으면서 2012년 5월 10일을 기해 폐국되었다.

## 프로그램

### 국내 제작
- 엘르차트
- 디팩토리
- 인스파이어 나우
- 스타일 스튜디오
- 패션필름
- 투 룸
- 무비스틸
- 스타벨로
- 투 미닛

### 해외 제작
- 나는 디자이어다
- 오만과 편견
- 심야식당
- 앨리 맥빌